# Komerciarij
Komerciarij (srednjeveško grško κομμερκιάριος, latinizirano: kommerkiários) je bil davčni uradnik Bizantinskega cesarstva, zadolžen za pobiranje cesarskega prometnega davka (kommerkion).

## Zgodovina in funkcije
Komerciarij se bil morda naslednik comesa commerciorum,  poznorimskega nadzornika trgovanja na meji. Po Notitia dignitatum iz poznega 4. stoletja so bili trije comites commerciorum pod nadzorom comesa sacrarum largitionum: eden za Orient in Egipt, eden za Ilirik ter eden za Mezijo, Malo Skitijo in Pont, se pravi za mejo na Donavi in Črno morje.
Izraz komerciarij se je prvič pojavil v fragmentiranih napisih zakona, ki ga je izdal cesar Anastazij I. (vladal 491–518). Komerciariji so bili nameščeni na številnih območjih meje, kar kažejo njihovi pečati. Pečati  potrjujejo izjavo zgodovinarja Prokopija iz 6. stoletja o cesarju Justinianu I. (vladal 527–565), da je postavil carinske postaje "na vsakem prehodu"  in poslal tja po dva arhonta, da sta pobirala cestnino. Francoski bizantinist Gabriel Millet je menil, da so bili zgodnji komerciariji trgovci bizantinskega cesarja, vendar so njegovi pogledi vprašljivi.
Položaj komerciarija je [genikos] kommerkiarios za eno leto ali dve oddajal na javni dražbi. Funkcije komerciarija so vključevale funkcije generalnega intendanta bizantinske vojske, pobiralca dajatev ali podjetnika (ali skupine podjetnikov), ki je pridobil monopol nad proizvodnjo svile in trgovino s svilo. Komerciariji so blago označevali s pečati, izdelanimi po meri, na katerih je bila podoba vladajočega cesarja (ali cesarjev), indikcij, za katere je bil posamezen pečat veljaven (673/674 do 832/833) in imena skladišč, zbirališč in prehodnih točk cesarskih provinc pod njihovo jurisdikcijo. V kratkem obdobju v letih 695–697 in trajno od leta 730/731 do 832/833 ti pečati niso vsebovali imen posameznih komerciarijev, temveč izraz "iz cesarske komercije", domnevno zato, ker so bile komercije uradi, ki so jih upravljali uslužbenci bizantinske države in so morda izvajali splošni nadzor nad blagom in pobranimi dajatvami. Po mnenju grškega bizantinista  Nikolaosa Oikonomidesa se mora spremembe na pečatih komerciarijev pripisati cesarju Leonu III. Izavrijcu (vladal 717–741), ki je izvedel sistematično kampanjo ponovne vzpostavitve državnega nadzora nad dejavnostmi, ki so prišle v domeno zasebnikov. Od sredine 8. stoletja se komerciariji pojavljali le še v Makedoniji in Trakiji.
Do konca 7. stoletja je komerciariji izgubili svoj  pomen. Po Filotejevem Kletorologiju so omenjeni kot podrejeni uradniki logotezije genikon. Ti novi uradniki so bili znani kot cesarski komerciariji (basilikoi kommerkiarioi) in so imeli jurisdikcijo nad temami ali pristanišči, nadzorovali uvoz in izvoz ter pobirali nekatere dajatve. Na pečatih iz 9. do 11. stoletja se zdi, da so komerciariji nadzirali večja ozemlja, na primer Ciper ali Kreto, ali delovali v trgovskih središčih, kot so bila Herson, Abidos in Eritreja v Joniji. Komerciariji so včasih delovali istočasno na ozemljih, ki so bila daleč drug od drugega. Nek Jožef, na primer, je bil abdik in komerciarij v Kefaloniji in Solunu. Nekateri komerciariji, na primer komerciarij Preslava in komerciarij Bolgarov, so bili trgovski inšpektorji. Imeli so dvorne naslove, kot sta protospatarij in mandator, lahko pa posebne "komercialne" naslove, na primer metretes (dobesedno merilec). Na pečatu iz druge polovice 10. stoletja je omenjen megas kommerkiarios Zahoda z naslovom spatarokandidatos.
Komerciariji so se vsaj do leta 1196 na zlatih bulah omenjali kot zbiralci prometnega davka. Kasneje jih je avtor Življenja Atanazija z Atosa označil kot bizantinski ekvivalent rimskega praktorja.